# Jean Tricoire (écrivain)
Pour les articles homonymes, voir Jean Tricoire et Tricoire.
Jean Tricoire, né le 16 avril 1947, est un auteur français d'ouvrages sur les chemins de fer et notamment d'un livre de référence sur le métro de Paris.

## Biographie
Jean Tricoire est licencié en droit et docteur en économie régionale et en aménagement du territoire.
Il a commencé sa carrière en tant que cadre d'exploitation au métro de Paris.
Il est principalement connu pour son livre de référence sur le métro de Paris : Jean Tricoire, Un siècle de métro en 14 lignes. De Bienvenüe à Météor [détail de l’édition].